# IC 4062
IC 4062 — галактика типу SB M () у сузір'ї Гончі Пси.
Цей об'єкт міститься в оригінальній редакції індексного каталогу.